# Малый Эргель
Ма́лый Эрге́ль — село в Свободненском районе Амурской области России. Входит в состав Костюковского сельсовета.

## География
Село Малый Эргель стоит на берегу реки Малый Эргель (приток реки Голубая, бассейн Зеи).
Село Малый Эргель расположено к западу от районного центра города Свободный.
Расстояние до административного центра Костюковского сельсовета села Костюковка — 6 км (на север).
Расстояние до города Свободный (через сёла Костюковка, Серебрянка, Новоивановка) — около 45 км.
От окрестностей села Малый Эргель на юго-запад идёт дорога к селу Сычёвка, затем далее на левый берег Амура.

## Население
| 2002 | 2010 | 2012 | 2013 | 2014 | 2015 | 2016 |
| ---- | ---- | ---- | ---- | ---- | ---- | ---- |
| 73   | ↘37  | ↘36  | ↘31  | ↘24  | ↘23  | ↘18  |
| 2017 | 2018 |      |      |      |      |      |
| ↗24  | ↗29  |      |      |      |      |      |

## Улицы
- ул. Зелёная,
- ул. Рязанская,
- ул. Яковлева.